# Planet of Blue
Planet of Blue ist der deutsche Beitrag zum Eurovision Song Contest 1996, der von dem Sänger Leon beim Finale des Contests präsentiert werden sollte. Allerdings konnte sich der Titel nicht für das Finale qualifizieren. Geschrieben wurde das Lied von Hanne Haller und Anna Rubach. Hanne Haller stand auch hinter der Produktion des Titels.

## Liedinhalt
Das Lied beschreibt, wie ein Astronaut ins Weltall reist, um von dort aus die Erde zu sehen. Er liebt diesen Anblick und macht sich Sorgen um die Zukunft des Planeten.

## Hintergrund
Der Sänger Leon war 1996 noch ein unbekannter Künstler, der an Hanne Haller eine Demo-Kassette schickte. Kurz darauf war er Teilnehmer des deutschen Vorentscheids für den Eurovision Song Contest 1996 mit dem Namen Ein bisschen Glück und konnte diesen mit dem Lied Planet of Blue mit 37,9 % der Stimmen für sich entscheiden.
Allerdings hatte Deutschland zuvor im Jahr 1995 mit dem Titel Verliebt in Dich von Stone & Stone den letzten Platz erreicht. Daneben bewarben sich aber 30 Länder um eine Teilnahme beim ESC und somit wurde intern entschieden, wer am Finale teilnehmen durfte und wer nicht. Die ARD verzichtete in diesem Jahr auf die Ausstrahlung des Eurovision Song Contests und verschob diese stattdessen auf den Sender NDR. Kommentiert wurde die Sendung von Ulf Ansorge, dessen Kommentare für negative Reaktionen der Zuschauer sorgten.
Bereits ein Jahr später 1997 versuchte Leon erneut, beim Vorentscheid für den Eurovision Song Contest mit dem Lied Schein (Meine kleine Taschenlampe) teilzunehmen, und erreichte dort den 2. Platz mit 13,0 % der Stimmen.

## Rezeption
Das Lied wurde mehrfach in der Fernsehsendung ZDF-Hitparade mit Uwe Hübner aufgeführt, am 23. Mai, 8. August und 12. September 1996 sowie in der Sondersendung Hits des Jahres 96 am 12. Januar 1997 und am 22. November 1997 als Teil des Medleys Der Tour-Hitmix außer Konkurrenz. Ansonsten gab es keinen Einzug in die offiziellen Charts.

## Titelliste
- Planet of Blue (Radio-Version) – 4:00
- Planet of Blue (TV-Version) – 3:00